# Martin Friedrich van Alten
Martin Friedrich (Wilhelm) von Alten (* 27. Januar 1762 in Coeslin; † 17. Oktober 1843 in Berlin) war ein preußischer Geheimer Oberbaurat und Hochschullehrer.

## Laufbahn
1783 bis 1786 war von Alten als Feldmesser tätig und an der Urbarmachung des Drömlings beteiligt. Von 1786 bis 1788 wirkte er als Baukondukteur an den Oderregulierungsarbeiten zwischen Küstrin und Stettin mit und war ab 1788 Oberdeichinspektor in der Kurmark. Auf Wunsch des Ministers von Woellner sollte er 1793 in das Oberbaudepartement aufgenommen werden, was aber von Woellners Amtskollegen von Voß abgelehnt wurde. 1794 nahm er dann die Geschäfte des zur Armee gewechselten S. F. Stein wahr, zusammen mit Kriegs- und Domänenrat Siebicke. 1796 wurde er als Assessor im  Oberbaudepartement angestellt und bekam 1801 die Wasserbausachen an der Weichsel zugewiesen. 1804 wurde er als Geheimer Oberbaurat Nachfolger von Christian Timotheus Seidel und bearbeitete bis 1809 die ostpreußischen und litauischen Bauangelegenheiten. Dann wurde er aus dem Oberbaudepartement entlassen. Von 1803 bis 1820 lehrte er Wasserbaukunde, Brückenbau und Wegebau an der Bauakademie in Berlin.

## Schriften
Anleitung zur Anlegung und Erhaltung von Kunst- und Landstraßen, Dümmler, Berlin 1816